# 鄂畢河-葉尼塞河運河

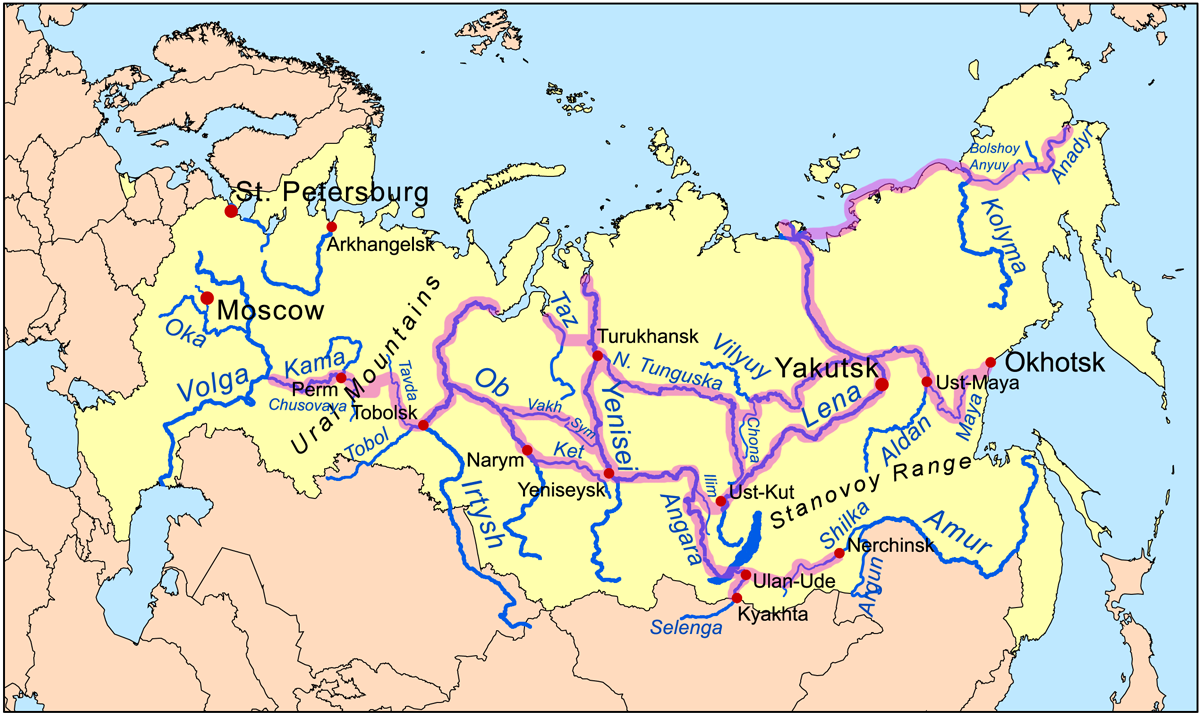
西伯利亞河道

鄂畢河-葉尼塞河運河（俄语：Обь-Енисейский канал），又稱克季河-卡斯河運河（俄语：Кеть-Касский канал）,是一條目前廢棄的連接鄂畢河和葉尼塞河兩個流域的运河，跨越現在俄罗斯的托木斯克州和克拉斯諾亞爾斯克邊疆區的分界，長約8千米。

## 歷史
對運河的籌建始於19世紀初，當時處於亞洲的西伯利亞和歐洲交通僅靠馬車，但如果連接起鄂畢河和葉尼塞河，再藉助安加拉河，就有可能把秋明和伊爾庫茨克以水路連接。1800、1810和1814年分別有一組工程師研究了不同連接鄂畢河和葉尼塞河的水路建設路線，但出於各種建設和使用上的困難，這些計劃都放棄了。
1873年葉尼塞商人豐圖索夫（Фунтусов）出資8000卢布研究了現今這條運河開挖的位置，1875年海軍上尉西茨涅爾（капитан-лейтенант Сидснер）檢查并描述了這條路線。1878年亞歷山大·米哈伊洛維奇·西比里亞科夫出資，由阿明諾夫男爵（барона Аминова）指揮探險隊再次調查此路線。
1883在比約克·亞歷山德羅維奇·阿明諾夫男爵（барона Бьорка Александровича Аминова）的領導下開始建立運河，建立工作持續了7至10年，由於缺乏資金，只建了14個船閘。最後這條連接鄂畢河與葉尼塞河的航線總長2041千米。1891年起開始通行一些小船，同年西伯利亞鐵路也開始興建。在運河修建過程中有很多考古發現，表明在6000年前就已經有人類在河畔定居。
1911年有擴建運河的計劃，但隨後爆發了第一次世界大战使得計劃擱置。
1916年，受到西伯利亞鐵路建設完成的影響——跨西伯利亞的水路完全無法與鐵路的便捷相比——這條運河的擴建也完全被放棄。
1918年，俄國白軍試圖通過向東行進，但因船閘太窄而將其損毀。

## 運河描述

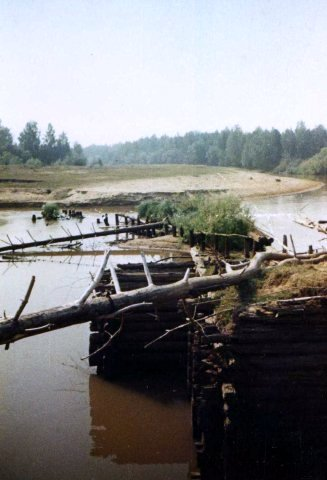
鄂畢-葉尼塞河水道，殘存的亞歷山大船閘

運河的起點是克季河的一條支流奧焦爾納亞河（Озёрная，俄語意為“湖的”）源頭的沃多拉茲杰利諾耶湖（羅馬化：Vodorazdel'noye Ozero，直译：“分水岭湖”），湖長約5千米，寬約700米，深1至1.5米。從湖東北連接到卡斯河，運河長不到8千米，深2米，底部寬10米。五月水勢最大。
由於氣候寒冷，兩側的克季河與卡斯河都是最晚11月初到最早4月末為結冰期，實際上這條運河每年的通航時間不超過3個半月。